# 9351 Neumayer
9351 Neumayer è un asteroide della fascia principale. Scoperto nel 1991, presenta un'orbita caratterizzata da un semiasse maggiore pari a 2,3577147 UA e da un'eccentricità di 0,1420465, inclinata di 2,82109° rispetto all'eclittica.